# Mandoul Oriental
Mandoul Oriental là một tỉnh của Chad ở vùng Mandoul, một vùng của Chad với thủ phủ là Koumra.

## Hành chính
Tỉnh gồm 6 phó tỉnh (sous-préfectures):
- Bédaya
- Bessada
- Goundi
- Koumra
- Mouroum Goulayé
- Ngangara